# ハビエル城
ハビエル城（ハビエルじょう、スペイン語: Castillo de Javier）またはシャビエル城（シャビエルじょう、バスク語: Xabierko gaztelua）は、スペイン・ナバーラ州ハビエルにある城。日本では聖人の一般的な呼称に因んでザビエル城やサビエル城と呼ばれることもある。
州都パンプローナの東52km、サングエサの東7kmにあるハビエルの町の丘の上に位置する。10世紀に建てられ、ハビエル領主の聖フランシスコ・ザビエルの生誕地・幼少時代の住居だった。ナバーラ州の守護聖人であるザビエルを称え、毎年3月初頭には多くの巡礼者の目的地となる。

## 表記
シャビエル(Xavier)という姓はバスク語のエチェベリ(Etxeberri)に由来し、Etxeberriは「新しい家」という意味を持つ。シャビエルはナバーロ＝アラゴン語やスペイン語のハビエル(Javier)という表記に発展した。ハビエル城がハビエルという町の由来となった。

## 建築
ハビエル城は原野が広がる土地にあり、異なる年代に建てられた3つの建物からなる。「クリスト・サントゥアの塔」は城の主要部となる要塞・礼拝堂であり、興味深い後期ゴシック建築の十字架や、スペイン独特の死の舞踏を描いた一連の壁面を残している。「オマージュの塔」は「サン・ミゲルの塔」とも呼ばれ、ハビエル城でもっとも古い建物である。ハビエル城はまた、聖人の生活に捧げられる博物館を有する。ハビエル城にはイスラーム教徒の痕跡が明らかにされており、それは10世紀に遡る可能性がある。13世紀には、四方向すべてにふたつの多角形の身廊とふたつの隣接する塔が追加された。

## 歴史

ハビエル領主の紋章

### 初期
ハビエル城は北西を流れるアラゴン川を見下ろす丘の上に建っている。イスラーム教徒の攻撃を防ぐ要塞として建設された。1223年頃、ハビエルの町とハビエル城はナバーラ王サンチョ7世（剛勇王）が勝ちえた。
あるアラゴン王国の貴族がサンチョ7世に9,000ソルの借金をし、サンチョ7世は担保としてハビエル城を受け取ったが、このアラゴン貴族は期限内に借金を返済できず、要塞はサンチョ7世の財産となった。これはサンチョ7世にとって初めての出来事でも最後の出来事でもなかった。サンチョ7世はアラゴン貴族に対する主要な金貸しのひとりであり、未返済の貸付金の代わりにエスコ、ペーニャ、ペティーリャ、ガルール、トラスモス、サダバなどの村や城を引き継ぎ、ナバーラ王国とアラゴン王国との国境を強固なものとした。1234年にサンチョ7世が死去すると、シャンパーニュ伯からナバーラ王に即位したテオバルド1世は、1236年にハビエル城をアダン・デ・サダに引き渡した。

### 中世
カスティーリャの南ナバーラ征服前の15世紀には、ハビエル城はバスタン谷出身の貴族アスピルクエタ家の所有物だった。アスピルクエタ家には男子がいなかったため、マリア・デ・アスピルクエタはナバーラ王国の枢密院議長などを務めたフランシス・シャビエル家のフアン・デ・ハッスと結婚して城を持参し、ハビエル城はフアン・デ・ハッスの所有物となった。1506年にはフアンとマリアの6番目の子として、ハビエル城でフランシスコ・ザビエルが生まれた。
1512年にはナバーラ王国の首都パンプローナがカスティーリャ王国軍に占領され、1515年にはナバーラ王国がカスティーリャ王国に併合された。カスティーリャ王国の摂政シスネロス枢機卿はナバラ王国内にある計21の城の破壊を命じたとされており、1516年にはハビエル城も完全な解体を命じられたが、結局要塞の上部が取り除かれただけだった。ただし、建物を囲む城壁は全部分が削られ、胸壁や狭間は取り壊された。堀は埋められて周囲の土地と同等の高さとなり、ふたつの巨大な門は取り壊され、ふたつの丸い塔も取り壊された。跳ね橋、城壁内側の庭園やウサギ小屋が取り壊され、「サン・ミゲルの塔」は半分程度に縮小された。

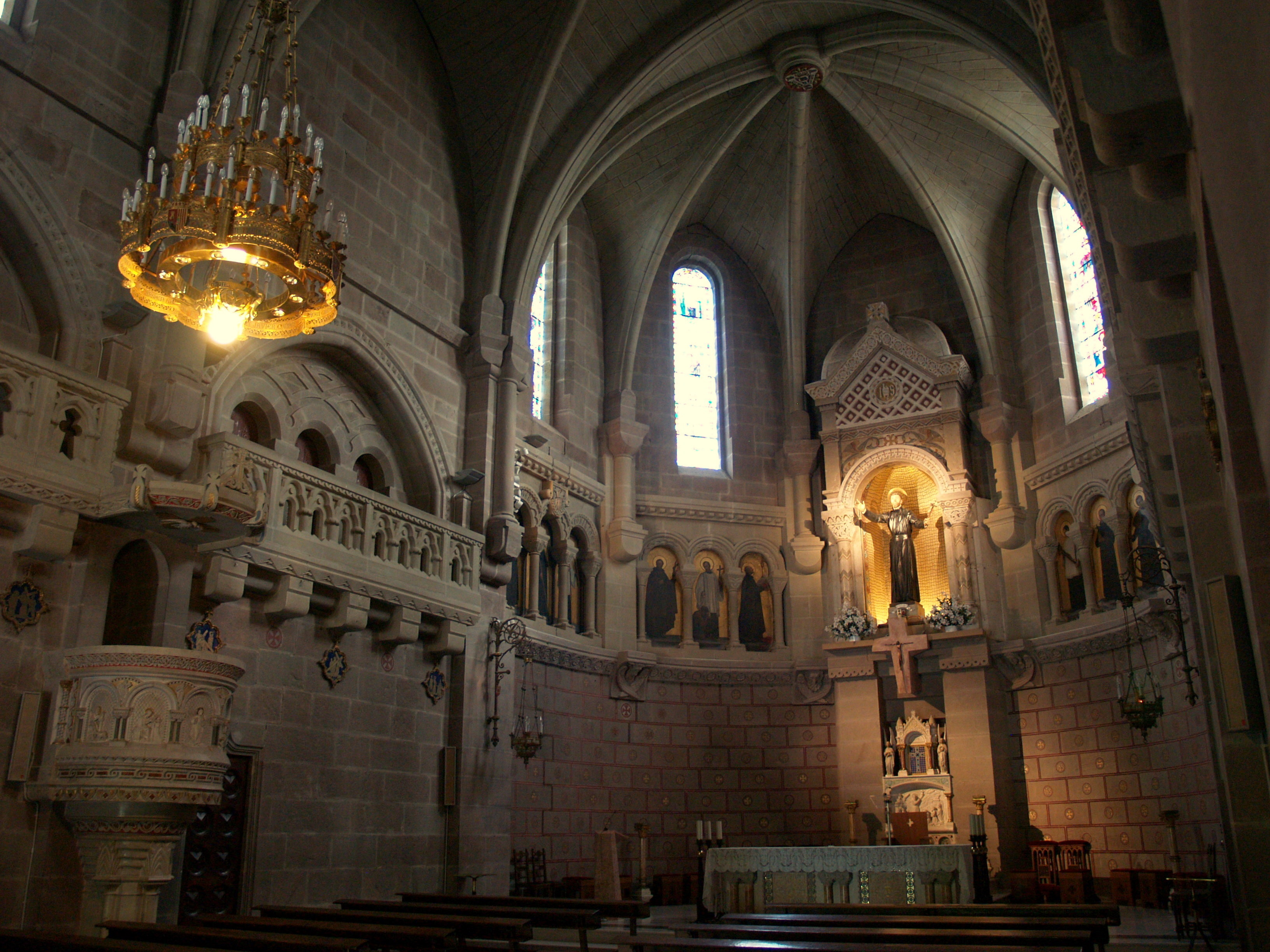
教会の内部

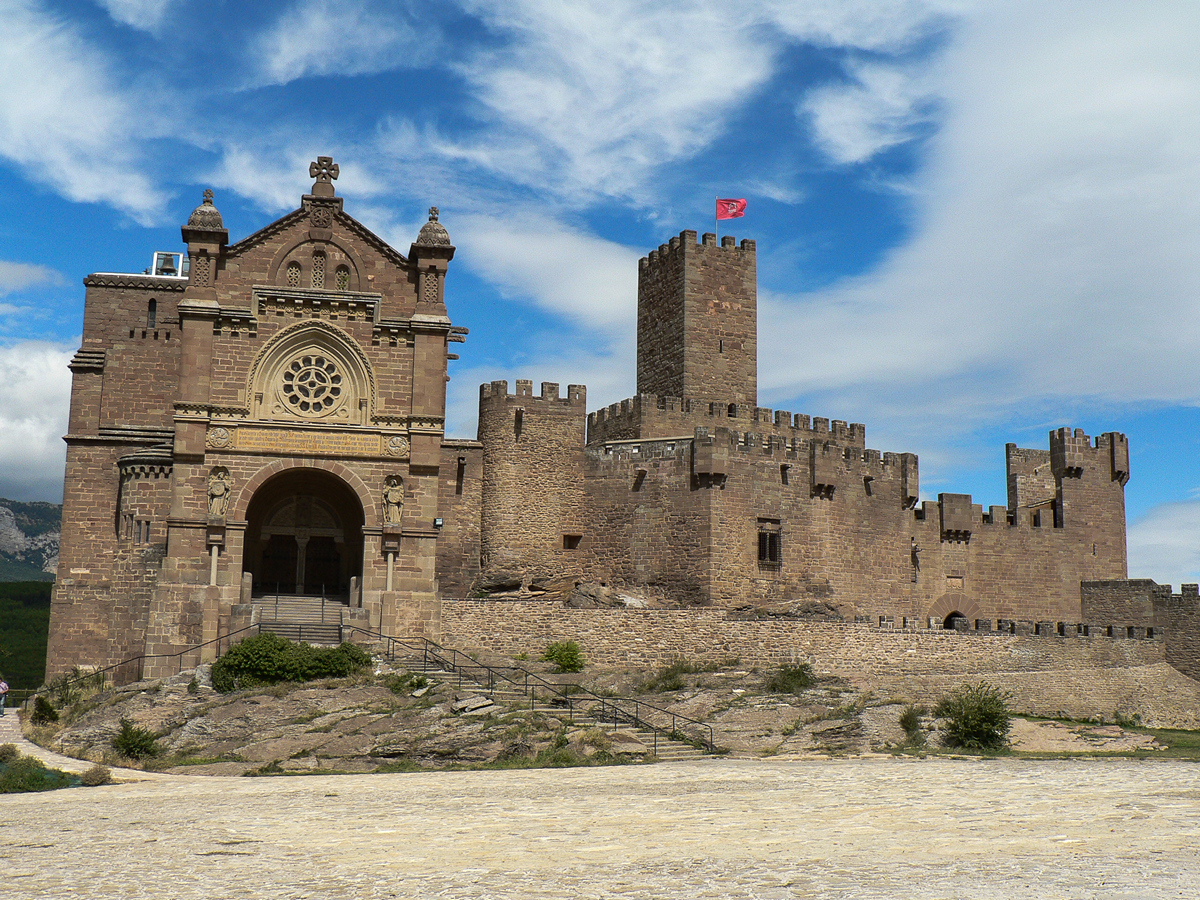
教会（手前）とハビエル城

ナバーラ王国のカスティーリャ王国併合から何世代かを経て、ハビエルの町やハビエル城の所有権はビリャエルモーサ家に渡った。17世紀までナバーラ王国には公式の守護聖人が存在しなかったが、1623年にはザビエルが守護聖人に定められた。

### 近代
19世紀まで住居として使用された後、1892年から1897年にかけて大改修が行われ、ビリャエルモーサ家は城をイエズス会に譲渡した。1901年には城の西方に鐘楼を持つ教会（聖会堂）が落成し、1904年には小神学校が開校した。教会の正面入り口上部には、ザビエルが訪れた各地の名前が刻まれており、その中にヤマグチの文字も見られる。

### 現代
1980年頃にはザビエルが居住していた頃を模して城が復元され、ハビエル城は巡礼の対象地となった。近年では、ザビエルの生誕５00周年を迎える2006年を前に、2003年5月から城の内部の改修や付属施設の建設が行われた。これは、2005年10月末に公開された。城の内部には、新しく回廊が設けられ、ザビエルが所属していたイエズス会が運営する博物館となっており、その人生のエピソードを模った立体展示品、インドからの後年の贈答品、数々の宗教画などの展示がある。この中には、日本の戦国大名である大内義隆による掛軸など、日本に関する展示物もある。

## 日本とハビエル城

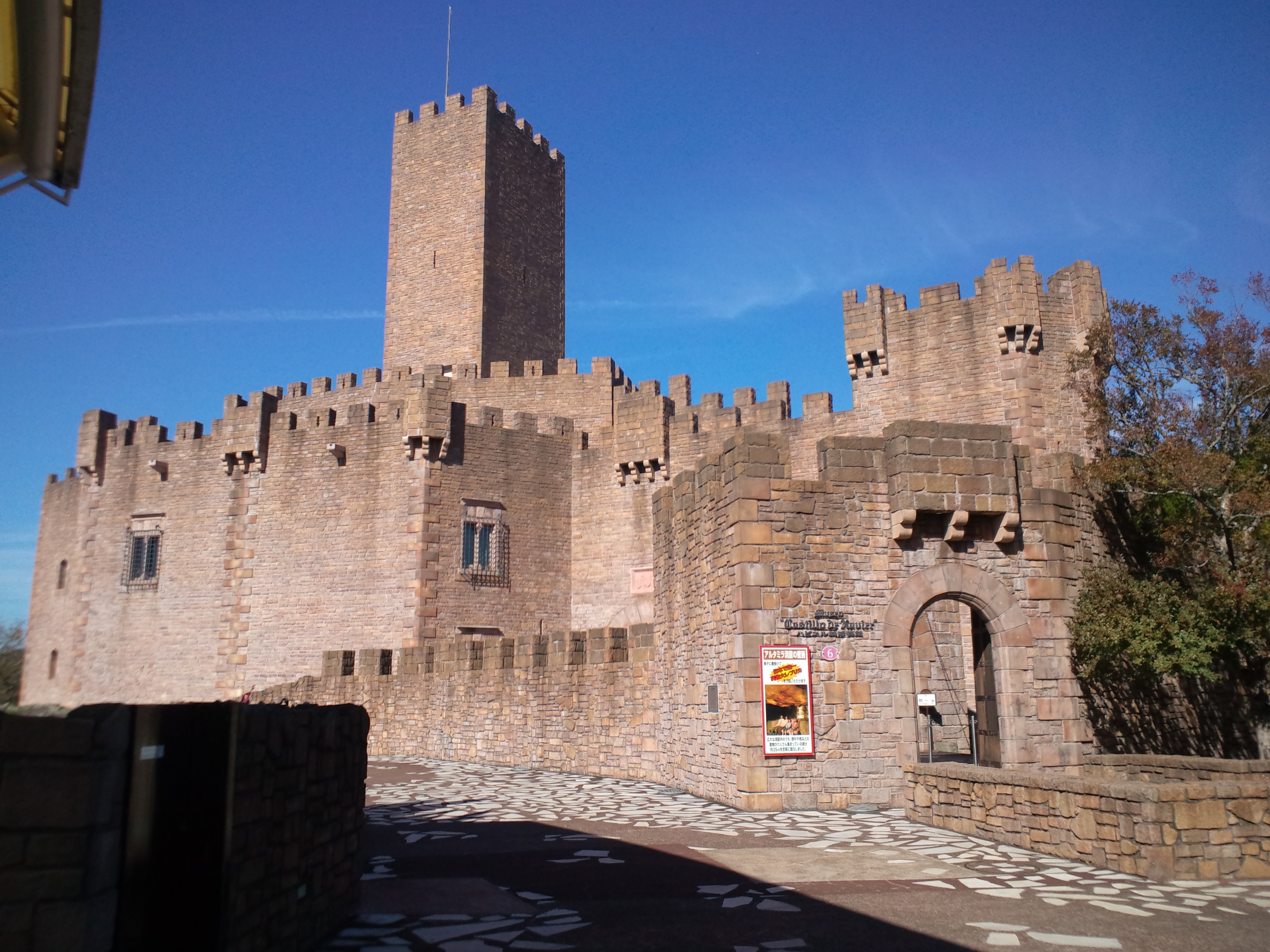
志摩スペイン村にあるハビエル城博物館

1952年に山口県山口市に建設された初代山口サビエル記念聖堂は、ハビエル城を模して建てられた聖堂である。初代聖堂は1991年に焼失し、現在は異なる外観を持つ第2代聖堂が建っている。
三重県志摩市の志摩スペイン村には実物大で作られたハビエル城博物館が存在する。ハビエル城博物館にはアルタミラ洞窟の壁画のレプリカや、スペインの祭礼によく登場するヒガンテス（巨大人形）、バレンシアのマニセス焼の工房などが展示されている。
志摩スペイン村ハビエル城博物館の展示物

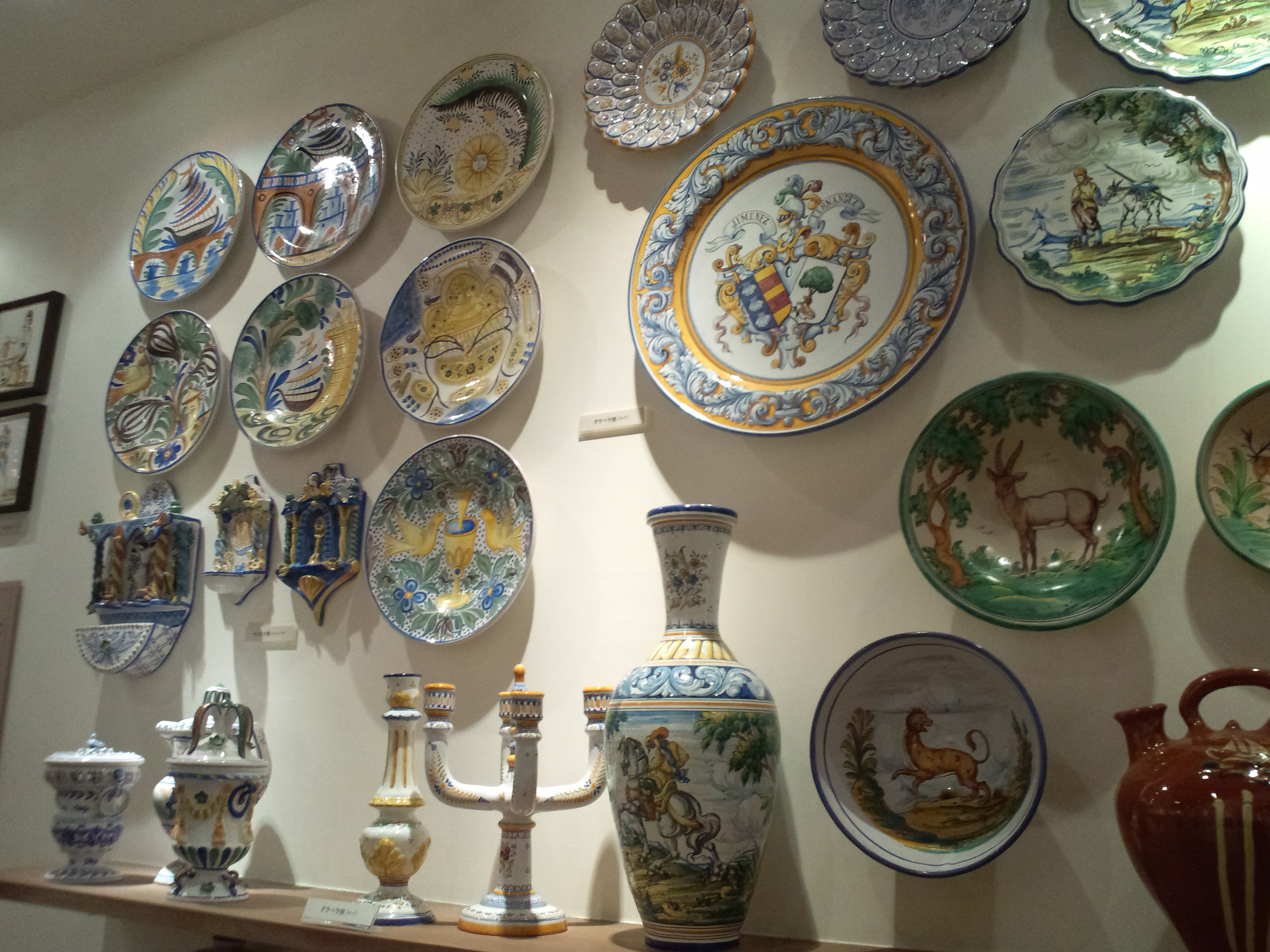
タラベラ焼の展示
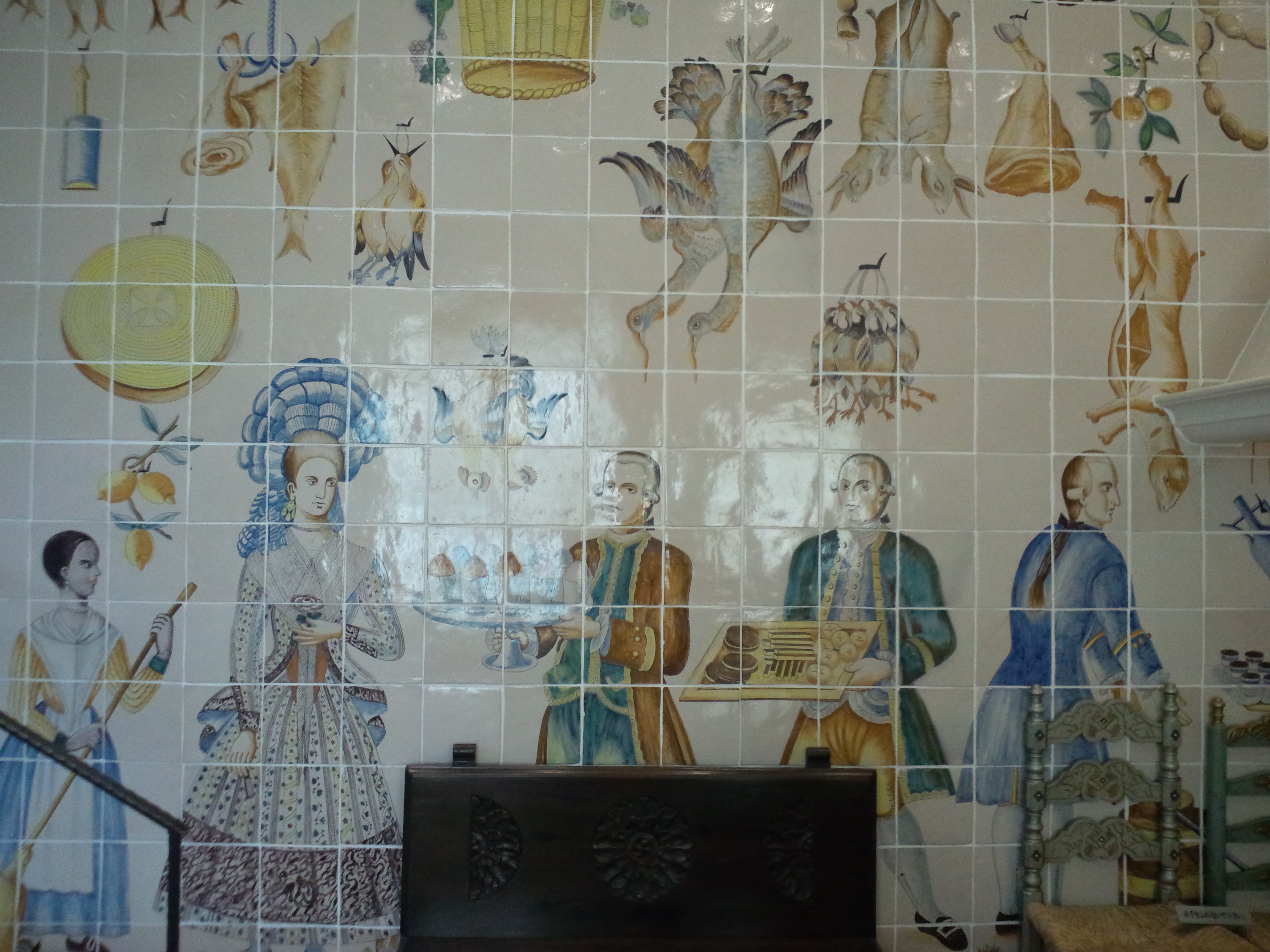
バレンシア地方のタイル
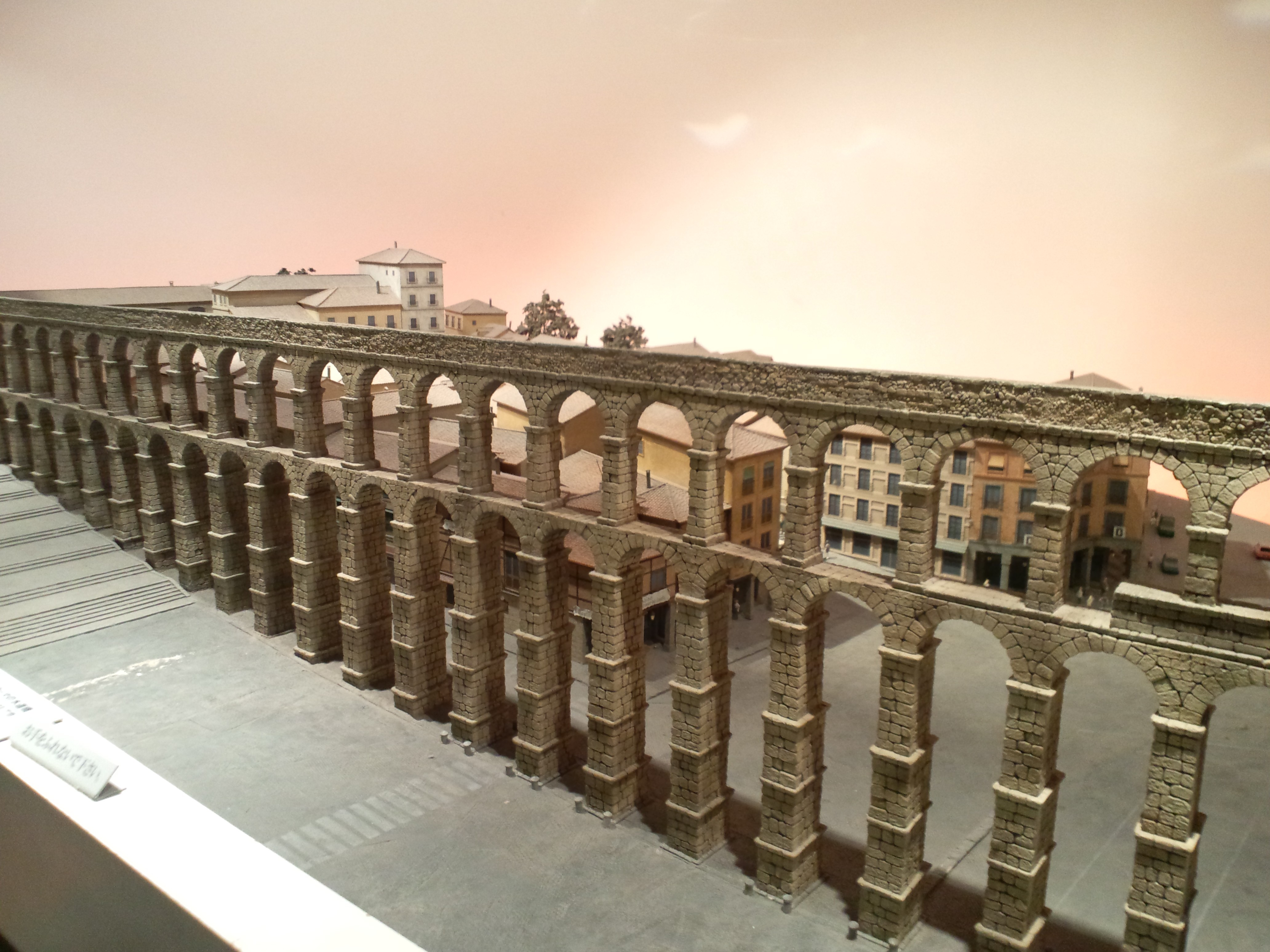
セゴビア水道橋の模型
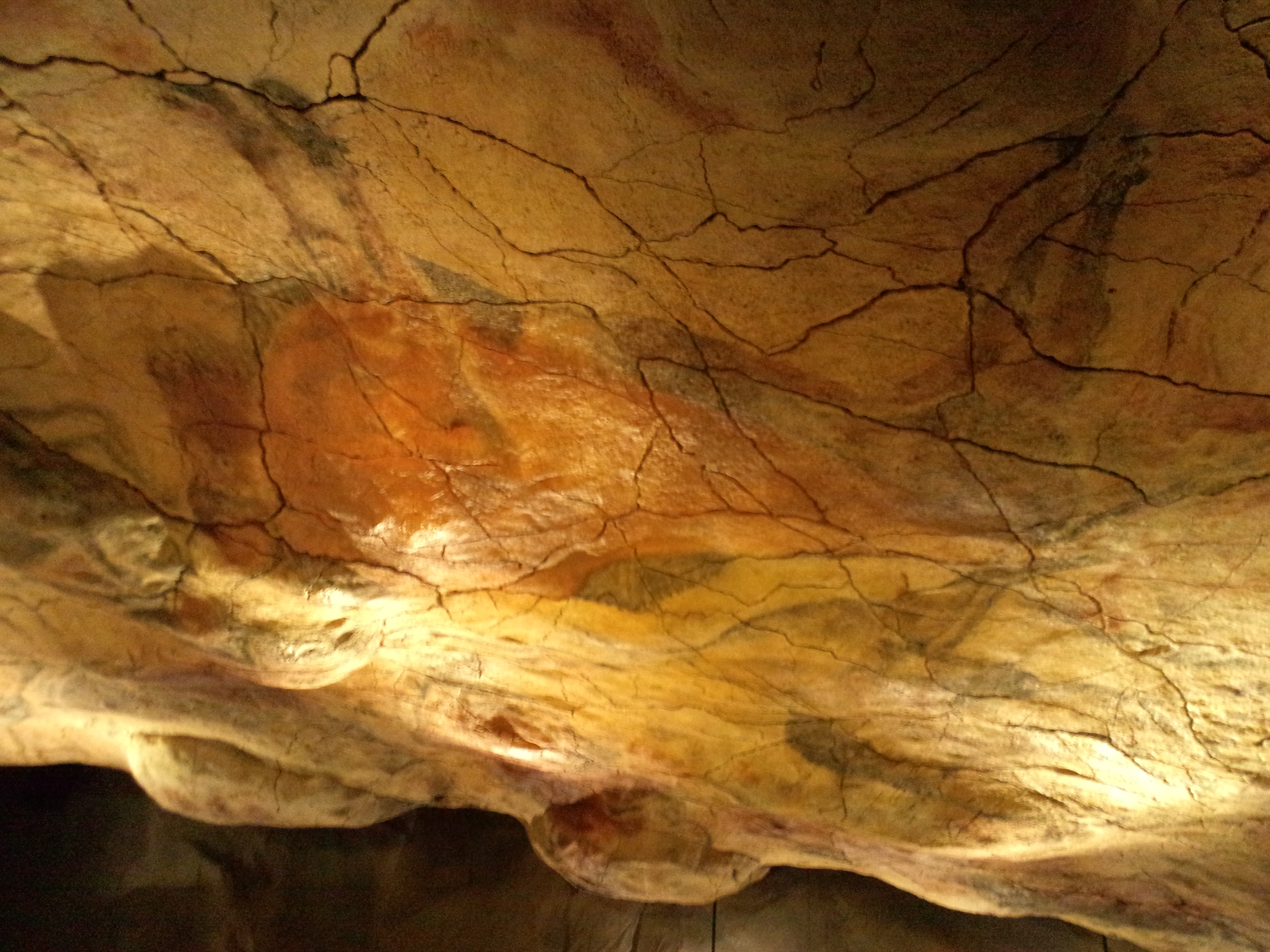
アルタミラ洞窟壁画のレプリカ